# 3e Primetime Emmy Awards
De 3e Primetime Emmy Awards, waarbij prijzen werden uitgereikt in verschillende categorieën voor de beste Amerikaanse televisieprogramma's van 1950, vond plaats op 23 januari 1951 in Los Angeles.

## Winnaars en nominaties - televisieprogramma's
(De winnaars staan bovenaan in vet lettertype.)

#### Dramaserie
(Best Dramatic Show)
- Pulitzer Prize Playhouse
  - Fireside Theater
  - I Remember Mama
  - Philco TV Playhouse
  - Studio One

#### Beste Variété Show
(Best Variety Show)
- The Alan Young Show
  - Four Star Revue
  - The Ken Murray Show
  - Texaco Star Theater
  - Your Show of Shows

#### Beste kinderprogramma
(Best Children's Show)
- Time for Beany
  - The Cisco Kid
  - Jump Jump
  - Kukla, Fran & Ollie
  - The Lone Ranger

## Winnaars en nominaties - acteurs

#### Beste acteur
(Best Actor)
- Alan Young
  - Sid Caesar
  - José Ferrer
  - Stan Freberg
  - Charles Ruggles

#### Beste actrice
(Best Actress)
- Gertrude Berg
  - Judith Anderson
  - Imogene Coca
  - Helen Hayes
  - Betty White

#### Persoonlijkheid
(Most Outstanding Personality)
- Groucho Marx
  - Alan Young
  - Sid Caesar
  - Faye Emerson
  - Dick Lane